# 一粒社
株式会社 一粒社（いちりゅうしゃ）は、かつて東京都台東区に本社を置いていた日本の出版社。法学書を中心に出版していた。2002年5月に廃業。出版者記号は「7527」。

## 概要
1951年（昭和26年）、彦坂竹男によって創業。
民法学の我妻栄をはじめ、あらゆる法律分野で、大家（たいか）といわれるような法学者の学術書を多数出版し、また、基本問題集等も多く出版していた。
前者の一部は他の出版社（勁草書房など）から復刊されているが、後者はほとんど復刊されていない。なお、同名を冠する出版社が日本全国に複数社現存するが、人的関係・資本関係はない。